# Benjamin Tiedemann Hansen
Benjamin Tiedemann Hansen, né le 7 février 1994 à Bogense au Danemark, est un footballeur danois qui évolue au poste de défenseur central à l'AIK Solna.

## Biographie

### Débuts professionnels
Né à Bogense au Danemark, Benjamin Tiedemann Hansen est formé au Vejle BK mais il ne joue aucun match avec l'équipe première du club. Le 17 juillet 2013, il rejoint le BK Marienlyst pour un contrat d'un an.
Le 17 août 2017, Benjamin Tiedemann Hansen rejoint le FC Nordsjælland.
C'est avec ce club qu'il découvre la Superligaen, l'élite du football danois, jouant son premier match pour son nouveau club dans cette compétition, le 22 septembre 2017, contre le SønderjyskE. Il entre en jeu et les deux équipes se neutralisent (2-2 score final). Le 27 septembre suivant il connait sa première titularisation, lors d'une rencontre de coupe du Danemark face au Vejgaard BK (en). Nordsjælland s'impose par quatre buts à zéro,.

### FK Haugesund
En manque de temps de jeu au FC Nordsjælland, Benjamin Tiedemann Hansen décide de quitter le club et rejoint la Norvège le 19 mars 2019 afin de s'engager en faveur du FK Haugesund.

### Molde FK
Le 2 février 2022, Benjamin Tiedemann Hansen rejoint un autre club norvégien, le Molde FK. Il signe un contrat de trois ans, soit jusqu'en décembre 2024.

### AIK Solna
Le 30 août 2023, Benjamin Tiedemann Hansen rejoint la Suède afin de s'engager en faveur de l'AIK Solna sous la forme d'un prêt jusqu'à la fin de l'année,.
En janvier 2024, Tiedemann rejoint définitivement l'AIK Solna. Le transfert est annoncé dès le 27 décembre 2023 et il signe un contrat de deux ans, soit jusqu'en décembre 2025.